# Champions Trophy de hockey sobre césped masculino de 2018
El Champions Trophy de hockey sobre césped masculino de 2018 fue la 37.ª y última edición del Champions Trophy masculino. Se celebró a fines de junio de 2018 en Breda (Países Bajos).

## Clasificación
Junto con el país anfitrión, los campeones de los últimos Juegos Olímpicos, la Copa Mundial, Champions Trophy anterior y la Liga Mundial clasifican automáticamente. La plaza restante será designada por el Consejo Ejecutivo de la Federación Internacional de Hockey, haciendo un total de 6 equipos que compiten. Si los equipos clasifican por más de una vez en los criterios de clasificación, serán designados equipos adicionales, hasta llegar a seis equipos.
- Países Bajos (país local)
- Australia (campeón del Campeonato Mundial 2014, Champions Trophy 2016 y de la Liga Mundial 2016-17)
- Argentina (campeón de los Juegos Olímpicos de 2016)
- Bélgica (Invitado por el Comité Ejecutivo de la FIH)
- India (Invitado por el Comité Ejecutivo de la FIH)
- Pakistán (Invitado por el Comité Ejecutivo de la FIH)

## Tabla de posiciones
| Equipo       | Pts | J | G | E | P | GF | GC | DG | Clasificación |
| ------------ | --- | - | - | - | - | -- | -- | -- | ------------- |
| Australia    | 10  | 5 | 3 | 1 | 1 | 13 | 10 | +3 | Final         |
| India        | 8   | 5 | 2 | 2 | 1 | 10 | 6  | +4 | Final         |
| Países Bajos | 7   | 5 | 2 | 1 | 2 | 13 | 7  | +6 | 3.ª posición  |
| Argentina    | 7   | 5 | 2 | 1 | 2 | 8  | 10 | -2 | 3.ª posición  |
| Bélgica      | 6   | 5 | 1 | 3 | 1 | 10 | 13 | -3 | 5.ª posición  |
| Pakistán     | 3   | 5 | 1 | 0 | 4 | 7  | 15 | -8 | 5.ª posición  |

Fuente: FIH
Reglas de clasificación: 1) puntos; 2) diferencia de goles; 3) goles a favor; 4) resultado entre sí.

## Resultados

### Primera fase
Todos los partidos en hora local (UTC+2).

#### Primera jornada
| 23 de junio de 2018 | India                                                  | 4 - 0   | Pakistán | BH & BC Breda, Breda                        |                                             |
| 14:00 CET (UTC+2)   | Ramandeep 26' · Dilpreet 54' · Mandeep 57' · Lalit 60' | Reporte |          | Árbitro(s): Christian Blasch Coen van Bunge | Árbitro(s): Christian Blasch Coen van Bunge |

| 23 de junio de 2018 | Países Bajos | 1 - 2   | Argentina                 | BH & BC Breda, Breda                 |                                      |
| 16:00 CET (UTC+2)   | Pruyser 14'  | Reporte | 34' Peillat · 60' Paredes | Árbitro(s): Bruce Bale Jakub Mejzlík | Árbitro(s): Bruce Bale Jakub Mejzlík |

| 23 de junio de 2018 | Australia                            | 3 - 3   | Bélgica                                 | BH & BC Breda, Breda                               |                                                    |
| 18:00 CET (UTC+2)   | Mitton 20' · Sharp 25' · Whetton 50' | Reporte | 9' Charlier · 37' De Sloover · 47' Boon | Árbitro(s): Germán Montes de Oca Gareth Greenfield | Árbitro(s): Germán Montes de Oca Gareth Greenfield |

#### Segunda jornada
| 24 de junio de 2018 | India                         | 2 - 1   | Argentina   | BH & BC Breda, Breda                         |                                              |
| 12:00 CET (UTC+2)   | Harmanpreet 17' · Mandeep 28' | Reporte | 30' Peillat | Árbitro(s): Christian Blasch Federico García | Árbitro(s): Christian Blasch Federico García |

| 24 de junio de 2018 | Países Bajos                                                        | 6 - 1   | Bélgica    | BH & BC Breda, Breda                     |                                          |
| 14:00 CET (UTC+2)   | Van Ass 4' · Bovendeert 6', 6' · Hertzberger 22', 58' · Pruyser 29' | Reporte | 41' Dohmen | Árbitro(s): Bruce Bale Gareth Greenfield | Árbitro(s): Bruce Bale Gareth Greenfield |

| 24 de junio de 2018 | Australia               | 2 - 1   | Pakistán | BH & BC Breda, Breda                           |                                                |
| 16:00 CET (UTC+2)   | Mitton 12' · Govers 56' | Reporte | 9' Ahmad | Árbitro(s): Sebastien Duterme Hideki Kinoshita | Árbitro(s): Sebastien Duterme Hideki Kinoshita |

#### Tercera jornada
| 26 de junio de 2018 | Argentina   | 1 - 1   | Bélgica      | BH & BC Breda, Breda                  |                                       |
| 18:00 CET (UTC+2)   | Peillat 14' | Reporte | 37' Keusters | Árbitro(s): Coen van Bunge Bruce Bale | Árbitro(s): Coen van Bunge Bruce Bale |

| 26 de junio de 2018 | Países Bajos                                          | 4 - 0   | Pakistán | BH & BC Breda, Breda                          |                                               |
| 20:00 CET (UTC+2)   | Kemperman 25' · Verga 29' · van Dam 47' · Pruyser 50' | Reporte |          | Árbitro(s): Sebastien Duterme Federico García | Árbitro(s): Sebastien Duterme Federico García |

#### Cuarta jornada
| 27 de junio de 2018 | India                       | 2 - 3   | Australia                         | BH & BC Breda, Breda                              |                                                   |
| 15:00 CET (UTC+2)   | Kumar 10' · Harmanpreet 58' | Reporte | 6' Sharp · 15' Craig · 33' Mitton | Árbitro(s): Germán Montes de Oca Hideki Kinoshita | Árbitro(s): Germán Montes de Oca Hideki Kinoshita |

#### Quinta jornada
| 28 de junio de 2018 | Argentina   | 1 - 4   | Pakistán                                    | BH & BC Breda, Breda                           |                                                |
| 15:00 CET (UTC+2)   | Paredes 29' | Reporte | 10' Irfan · 47' Ali · 49' Ahmad · 58' Bilal | Árbitro(s): Hideki Kinoshita Sebastien Duterme | Árbitro(s): Hideki Kinoshita Sebastien Duterme |

| 28 de junio de 2018 | India           | 1 - 1   | Bélgica      | BH & BC Breda, Breda                            |                                                 |
| 17:00 CET (UTC+2)   | Harmanpreet 10' | Reporte | 59' Luypaert | Árbitro(s): Coen van Bunge Germán Montes de Oca | Árbitro(s): Coen van Bunge Germán Montes de Oca |

| 28 de junio de 2018 | Países Bajos | 1 - 3   | Australia                    | BH & BC Breda, Breda                           |                                                |
| 19:30 CET (UTC+2)   | Pruyser 23'  | Reporte | 30' Harvie · 35', 55' Govers | Árbitro(s): Christian Blasch Gareth Greenfield | Árbitro(s): Christian Blasch Gareth Greenfield |

#### Sexta jornada
| 29 de junio de 2018 | Bélgica                                                  | 4 - 2   | Pakistán       | BH & BC Breda, Breda                   |                                        |
| 15:00 CET (UTC+2)   | Briels 36' · Keusters 39' · Charlier 51' · Van Aubel 54' | Reporte | 11', 38' Bilal | Árbitro(s): Bruce Bale Federico García | Árbitro(s): Bruce Bale Federico García |

#### Séptima jornada
| 30 de junio de 2018 | Argentina             | 3 - 2   | Australia      | BH & BC Breda, Breda                         |                                              |
| 13:45 CET (UTC+2)   | Peillat 13', 21', 51' | Reporte | 16', 52' Brand | Árbitro(s): Coen van Bunge Sebastien Duterme | Árbitro(s): Coen van Bunge Sebastien Duterme |

| 30 de junio de 2018 | Países Bajos | 1 - 1   | India       | BH & BC Breda, Breda                           |                                                |
| 16:00 CET (UTC+2)   | Brinkman 55' | Reporte | 47' Mandeep | Árbitro(s): Christian Blasch Gareth Greenfield | Árbitro(s): Christian Blasch Gareth Greenfield |

### Fase final

#### Quinto puesto
| 1 de julio de 2018 | Bélgica                                              | 2 - 2 (2 - 1 p.)           | Pakistán                                  | BH & BC Breda, Breda                            |                                                 |
| 11:30 CET (UTC+2)  | Boon 27' · Van Aubel 34'                             | Reporte                    | 16' Shan · 60' Arshad                     | Árbitro(s): Germán Montes de Oca Coen van Bunge | Árbitro(s): Germán Montes de Oca Coen van Bunge |
|                    |                                                      | Tiros desde el punto penal |                                           |                                                 |                                                 |
|                    | Gougnard · Denayer · Wegnez · Van Doren · De Sloover |                            | Arshad · Mahmood · Bhutta · Shan · Rasool |                                                 |                                                 |

#### Tercer puesto
| 1 de julio de 2018 | Países Bajos                  | 2 - 0   | Argentina | BH & BC Breda, Breda                   |                                        |
| 13:45 CET (UTC+2)  | Hertzberger 47' · Pruyser 54' | Reporte |           | Árbitro(s): Federico García Bruce Bale | Árbitro(s): Federico García Bruce Bale |

#### Final
| 1 de julio de 2018 | Australia                                  | 1 - 1 (3 - 1 p.)           | India                                   | BH & BC Breda, Breda                           |                                                |
| 16:00 CET (UTC+2)  | Govers 24'                                 | Reporte                    | 42' Prasad                              | Árbitro(s): Gareth Greenfield Christian Blasch | Árbitro(s): Gareth Greenfield Christian Blasch |
|                    |                                            | Tiros desde el punto penal |                                         |                                                |                                                |
|                    | Zalewski · Beale · Swann · Craig · Edwards |                            | Sardar · Harmanpreet · Lalit · Manpreet |                                                |                                                |

## Posiciones finales
| Pos | Equipo       |
| --- | ------------ |
|     | Australia    |
|     | India        |
|     | Países Bajos |
| 4.  | Argentina    |
| 5.  | Bélgica      |
| 6.  | Pakistán     |